# Istituto religioso
Nella Chiesa cattolica, si definiscono istituti religiosi quelle società ecclesiastiche legittimamente erette o approvate dalla competente autorità (ordinario diocesano o Santa Sede) i cui membri (religiosi) professano voti pubblici e vivono in comunità.
Insieme agli istituti secolari, fanno parte degli istituti di vita consacrata. Storicamente, gli istituti religiosi si distinguono in ordini regolari (nei quali si emettono voti solenni, almeno da una parte dei loro membri) e congregazioni religiose (i cui membri emettono i voti in forma semplice).

## Distinzioni tra istituti
Gli istituti possono distinguersi in clericali e laicali. Infatti lo stato di vita consacrata, per sua natura, non è né clericale né laicale. Gli elementi che intervengono nella definizione del carattere clericale o laicale di un istituto sono tre: il fine voluto dal fondatore; una legittima tradizione; il riconoscimento di tale carattere da parte dell'autorità ecclesiastica.
Un istituto viene dichiarato clericale dall'autorità competente se è governato da chierici e se assume l'esercizio dell'ordine sacro; viene, invece, definito laicale in forza dei suoi compiti specifici che non comportano l'esercizio dell'ordine sacro. Negli istituti laicali le funzioni di governo vengono espletate, di regola, da religiosi laici, ma non si esclude che in seno ad essi possano esservi sacerdoti.
A seconda che siano stati eretti dalla Santa Sede o dal vescovo locale, gli istituti religiosi si dicono di diritto pontificio o di diritto diocesano. Per erigere un nuovo istituto, il vescovo deve comunque consultare prima la Sede Apostolica (segnatemente, le congregazioni per gli Istituti di Vita Consacrata, per l'Evangelizzazione dei Popoli o per le Chiese Orientali, a seconda della natura dell'istituto): quando un istituto assume una notevole dimensione, l'istituto viene approvato dalla Santa Sede mediante un provvedimento formale (decretum laudis) e diventa di diritto pontificio, sottratto al governo dei vescovi locali e sottoposto esclusivamente all'autorità del papa.
Gli istituti religiosi sono maschili o femminili. Non c'è differenza sostanziale di legislazione tra istituti maschili e femminili: quanto il Codice di diritto canonico stabilisce per gli istituti e per i loro membri vale a pari diritto per l'uno e per l'altro sesso.

## LeCostituzionidi un istituto
Al fine di proteggere e garantire fedelmente la propria vocazione e la propria identità, ogni istituto deve possedere un suo codice fondamentale: le Costituzioni, che sono l'elemento che caratterizza ciascun istituto religioso.
In tale codice devono essere indicati tutti gli elementi (spirituali e giuridici) che contraddistinguono l'istituto: il suo carisma specifico, la sua missione nella Chiesa, la sua natura, il servizio apostolico tipico. Le costituzioni forniscono anche le norme circa il governo, l'elezione del moderatore supremo, l'amministrazione dei beni e la formazione dei sodali.
L'approvazione delle costituzioni e delle loro modifiche spetta: per gli istituti di diritto pontificio, alla Santa Sede; per gli istituti di diritto diocesano, al vescovo del luogo dove ha sede la casa principale dell'istituto. Qualora l'istituto fosse diffuso in più diocesi, al fine di salvaguardare una certa sua unità, egli deve consultare anche gli altri vescovi.
I membri di un istituto religioso che siano stati dimessi per qualsiasi motivo possono chiedere la riammissione canonica, che viene concessa previa verifica del permanere delle condizioni necessarie.

## Le società di vita apostolica
Per alcuni aspetti, agli istituti religiosi sono assimilabili le società di vita apostolica: in esse, infatti, si pratica la vita comune, in alcune si osservano i consigli evangelici e tutte hanno delle costituzioni; ai sodali di queste società è, però, interdetta la professione pubblica dei voti (non possono essere quindi considerati religiosi). Per la legislazione di queste società il Codice fa spesso rinvio a norme che riguardano i religiosi stessi.